# Algemene verkiezingen in Liberia (1939)

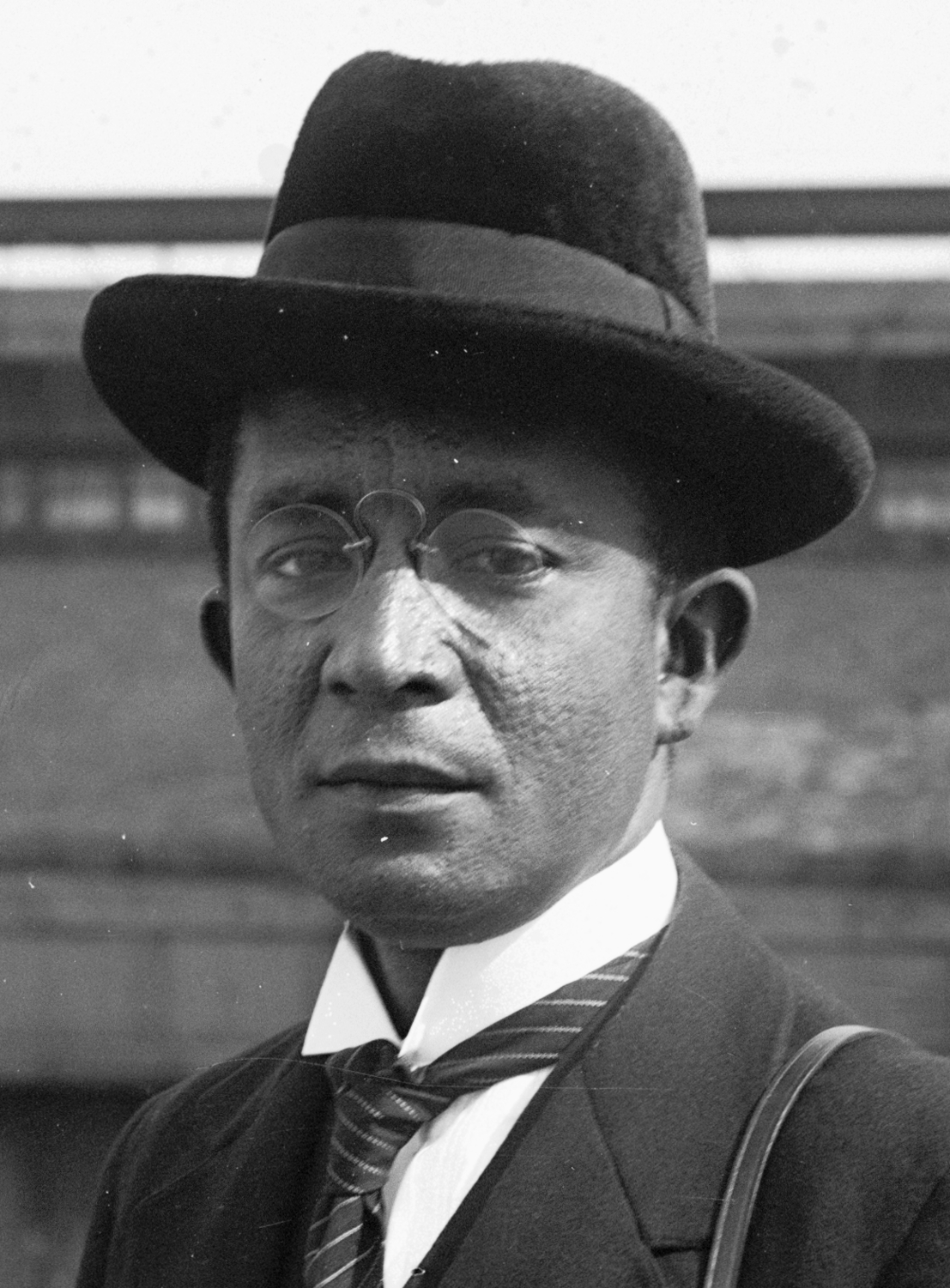
President Edwin J. Barclay.

De algemene verkiezingen in Liberia van mei 1939 werden gewonnen door zittend president Edwin James Barclay; er was geen tegenkandidaat Alle gegevens omtrent de verkiezingen (opkomst, percentage, e.d.) ontbreken.

## Uitslag presidentsverkiezingen
Edwin J. Barclay:
Tegen: —

## Uitslag parlementsverkiezingen

### Huis van Afgevaardigden
| Partij                            | Partij          | Zetels | %      |
| --------------------------------- | --------------- | ------ | ------ |
|                                   | True Whig Party | 22     | 100,00 |
| Totaal                            | Totaal          | 22     | 100,00 |
|                                   |                 |        |        |
| Geldige stemmen                   |                 |        |        |
| Ongeldige stemmen/ blanco stemmen |                 |        |        |
| Geregistreerde kiezers/ opkomst   |                 |        |        |
| Bron: Nohlen et al.               |                 |        |        |

### Senaat
| Partij                            | Partij          | Zetels | %      |
| --------------------------------- | --------------- | ------ | ------ |
|                                   | True Whig Party | 6      | 100,00 |
| Totaal                            | Totaal          | 6      | 100,00 |
|                                   |                 |        |        |
| Geldige stemmen                   |                 |        |        |
| Ongeldige stemmen/ blanco stemmen |                 |        |        |
| Geregistreerde kiezers/ opkomst   |                 |        |        |
| Bron: Nohlen et al.               |                 |        |        |